# Gravitar
Gravitar (en nombre clave Lunar Battle) es un juego de arcade de gráficos vectoriales en color lanzado por Atari, Inc. en 1982. Usando los mismos controles de "girar y empujar" que Asteroids, el juego era conocido por su alto nivel de dificultad. Fue el primero de más de veinte juegos (incluyendo Star Wars de 1983) que Mike Hally diseñó y produjo para Atari. El programador principal fue Rich Adam y el diseñador artístico de la máquina recreativa portadora del juego fue Brad Chaboya. Se produjeron más de 5.427 máquinas. Una versión de Atari 2600, portada por Dan Hitchens, fue publicada por Atari en 1983.

## Jugabilidad
El jugador controla una pequeña nave azul. El juego comienza en un sistema solar ficticio con varios planetas para explorar. Si el jugador mueve su nave a un planeta, será llevado a un paisaje de vista lateral. A diferencia de muchos otros juegos de disparos, la gravedad juega un papel importante en Gravitar: la nave será arrastrada lentamente hacia la estrella mortal en el mundo y hacia abajo en los niveles de vista lateral. 
El jugador tiene cinco botones: dos para girar la nave hacia la izquierda o hacia la derecha, uno para disparar, uno para activar el propulsor y otro para un rayo tractor y un campo de fuerza. Gravitar, Asteroids, Asteroids Deluxe y Space Duel utilizaron un sistema de control de 5 botones similar. 
En los niveles de vista lateral, el jugador debe destruir los búnkeres rojos que disparan constantemente, y también puede usar el rayo tractor para recoger los tanques de combustible azules. Una vez que todos los búnkeres son destruidos, el planeta explotará y el jugador obtendrá una bonificación. Una vez que todos los planetas son destruidos, el jugador se moverá a otro sistema solar. 
The player will lose a life if he crashes into the terrain or gets hit by an enemy's shot, and the game will end immediately if fuel runs out.
Gravitar tiene 12 planetas diferentes. Red Planet está disponible en las 3 fases del universo; contiene un reactor. Disparar al núcleo del reactor activa un enlace. Al escapar del reactor, el jugador pasa a la siguiente fase de los planetas, otorga puntos de bonificación y 7500 unidades de combustible. El tiempo de escape del reactor se reduce después de cada fase y, finalmente, se vuelve prácticamente imposible de completar. 
Después de completar los 11 planetas (o, alternativamente, completar el reactor tres veces), el jugador ingresa al segundo universo y la gravedad retrocederá. En lugar de arrastrar la nave hacia la superficie del planeta, la gravedad la empuja. En el tercer universo, el paisaje se vuelve invisible y la gravedad vuelve a ser positiva. El cuarto universo, tiene paisaje invisible y gravedad inversa. Después de completar el cuarto universo, el ciclo se repite.
Los programadores pensaron que incluso los mejores jugadores nunca podrían completar los planetas más difíciles en los niveles invisibles. Ninguno de los desarrolladores clave, Mike Hally y Rich Adam, han completado su propio juego con sus propias palabras: "sin trampas".

## Puertos
La versión plateada de Atari 2600 Gravitar originalmente estaba disponible solo para los miembros del Club Atari. Más tarde se vendió en tiendas en cantidades limitadas. Más tarde, Atari lo lanzó en el cuadro rojo y el estilo de la etiqueta en grandes cantidades. La versión plateada es muy deseable para los coleccionistas por su rareza y asociación con el Club Atari.

## Legado
Black Widow se ofreció como un kit de conversión para Gravitar. El kit incluía una nueva marquesina, panel de control, arte lateral y un arnés de cableado adicional. El kit utilizó la PCB Gravitar original, con algunas pequeñas modificaciones y un nuevo conjunto de chips ROM. Muchos Black Widow construidos en fábrica fueron producidos usando máquinas recreativas Gravitar no vendidas, y aunque contienen juegos de tableros originales (no de conversión Gravitar), tenían arte lateral Black Widow aplicado sobre el sideart Gravitar. 
Gravitar forma parte de Atari Anthology para Windows, Xbox y PlayStation 2, así como de Atari Anniversary Edition vol. 2 para Dreamcast, PlayStation y Windows. Gravitar también está incluido en el Atari Flashback 3. En abril de 2019, Gravitar se agregó a la colección de juegos de TeslAtari incluida en los vehículos de Tesla .

## Récords
Dan Coogan, de Phoenix, Arizona, estableció un récord mundial de Gravitar, anotando 8.029.450 puntos del 22 al 23 de diciembre de 2006, jugando durante 23 horas y 15 minutos. El récord mundial anterior de puntuación fue de 4.722.200, que se mantuvo durante 24 años, establecido por Ray Mueller de Boulder, Colorado, el 4 de diciembre de 1982, después de jugar durante 12 horas y 21 minutos.